# Pagaran Tonga (Paran)
Pagaran Tonga (Paran) is een bestuurslaag in het regentschap Padang Lawas Utara van de provincie Noord-Sumatra, Indonesië. Pagaran Tonga (Paran) telt 435 inwoners (volkstelling 2010).